# Illorsuit
Illorsuit, Igdlorssuit – opuszczona osada na zachodnim wybrzeżu Grenlandii, w gminie Avannaata. W Illorsuit znajduje się heliport, był on środkiem komunikacji z innymi miejscowościami na Grenlandii. 17 czerwca 2017 w miejscowość uderzyło tsunami. Po tym zdarzeniu miejscowość została opuszczona w ciągu roku – 1 marca 2018 nie odnotowano żadnych mieszkańców.